# Mipus arbutum
Mipus arbutum is een slakkensoort uit de familie van de Muricidae. De wetenschappelijke naam van de soort is voor het eerst geldig gepubliceerd in 1954 door Woolacott.